# Siganus rivulatus
Siganus rivulatus là một loài cá biển thuộc chi Cá dìa trong họ Cá dìa. Loài cá này được mô tả lần đầu tiên vào năm 1775.

## Từ nguyên
Từ rivulatus trong danh pháp của loài cá này có nghĩa là "gợn sóng", ám chỉ các sọc vàng lượn sóng ở hai bên cơ thể của chúng.

## Phạm vi phân bố và môi trường sống
S. rivulatus có phạm vi phân bố ở Tây Ấn Độ Dương. Từ Biển Đỏ, loài cá này xuất hiện dọc theo bờ biển các nước thuộc khu vực Đông Phi, bao gồm ngoài khơi Madagascar và các quốc đảo, bãi ngầm lân cận.
Băng qua kênh đào Suez, S. rivulatus đã mở rộng phạm vi về phía đông Địa Trung Hải. Loài cá này lần đầu tiên được ghi nhận ở ngoài khơi Israel vào năm 1924, S. rivulatus dần dần có mặt ở khắp vùng bờ biển Levant, ngược lên biển Aegea và phía nam biển Adriatic (ngoài khơi Hy Lạp) ở cực bắc, và trải rộng đến phía tây Địa Trung Hải, nơi chúng được ghi nhận ở vùng biển Libya và Tunisia, và cũng đã được ghi nhận ở ngoài khơi Malta (nhưng không chắc chắn).
Loài cá này ưa sống gần các rạn san hô và trong các thảm cỏ biển ở độ sâu khoảng 30 m trở lại.

## Mô tả
Chiều dài cơ thể tối đa được ghi nhận ở S. rivulatus là 40 cm, nhưng thường được quan sát với kích thước phổ biến là 20 cm. Thân trên màu lục xám hoặc nâu lục; thân dưới màu bạc; mống mắt ánh bạc hoặc vàng kim. Hai bên thân có một số đốm đen và các sọc vàng gợn sóng dọc theo chiều dài cơ thể, nằm dưới đường bên. Khi sợ hãi, S. rivulatus sẽ xuất hiện các mảng đốm trắng và nâu trên cơ thể, và các gai vây sẽ dựng thẳng lên, giống như ở hầu hết các loài cá dìa cùng chi.
Số gai ở vây lưng: 13; Số tia vây ở vây lưng: 10; Số gai ở vây hậu môn: 7; Số tia vây ở vây hậu môn: 9; Số tia vây ở vây ngực: 16; Số gai ở vây bụng: 1; Số tia vây ở vây bụng: 5.

## Sinh thái học
Cá con và cá đang lớn sống thành đàn khoảng từ 50 đến vài trăm cá thể, còn cá trưởng thành bơi theo cặp. Thời điểm sinh sản ở S. rivulatus diễn ra vào lúc chiều tối. Trứng được thụ tinh ngoài, có đường kính khoảng 0,5 - 0,6 mm và có độ bám dính.
Thức ăn chủ yếu của S. rivulatus là các loại rong tảo.

### Tác động lên sinh khối tảo
Ở Địa Trung Hải, vùng đáy biển trơ đá với những mảng vỏ của rong san hô thường được gây ra bởi những quần thể nhím biển của Paracentrotus lividus và Arbacia lixula, là những loài chuyên ăn tảo ở vùng biển này. Vào năm 2008, các nhà nghiên cứu nhận thấy, nhiều khu vực rộng lớn ở ven bờ Địa Trung Hải của Thổ Nhĩ Kỳ hầu như không có tảo mọc, nơi mà nhím biển hiếm được tìm thấy.
Các loài tảo đáy lại có khá nhiều ở những địa điểm khác chỉ cách xa nơi khảo sát vài km nên giả thiết nồng độ dinh dưỡng trong nước biển thấp được loại bỏ. Để kiểm tra xem có phải các loài cá ăn rong tảo là nguyên nhân gây ra hiện tượng xói mòn trên, các nhà nghiên cứu đã tiến hành thí nghiệm quan sát các loài cá ở bờ biển Địa Trung Hải của Thổ Nhĩ Kỳ. Kết quả cho thấy, cả hai loài cá dìa Siganus luridus và S. rivulatus chiếm từ 83% đến 95% tổng số lượng các loài ăn thực vật được quan sát tại các điểm nghiên cứu. Cả hai loài cá này là nguyên nhân chính cho việc suy giảm sinh khối tảo xuống mức cực thấp ở vùng bờ biển Thổ Nhĩ Kỳ.
Ngoài ra, Sparisoma cretense là loài cá ăn thực vật duy nhất được quan sát tại các địa điểm trên, nhưng số lượng của chúng chỉ chiếm từ 5% đến 17% tổng số lượng loài ăn thực vật. Loài cá ăn thực vật bản địa của Địa Trung Hải là Sarpa salpa và nhím biển không được nhìn thấy trong lần khảo sát này.

### Loài ăn sứa

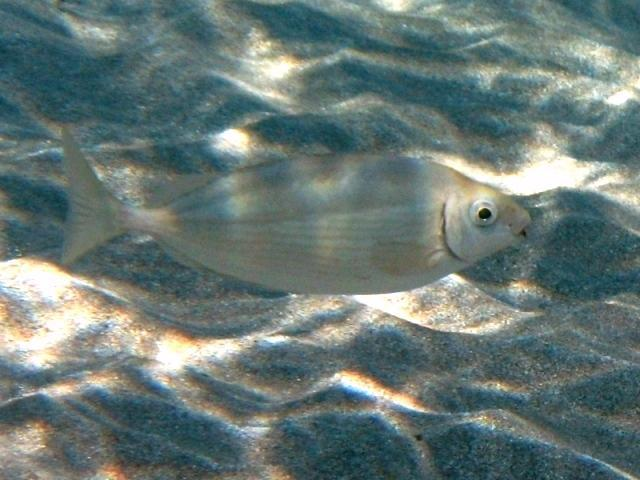
Một cá thể S. rivulatus (chụp ngoài khơi đảo Crete, Hy Lạp).

Tuy được xem là một loài ăn thực vật, nhưng các nhà ngư học quan sát thấy S. rivulatus, và cá đuôi gai Zebrasoma desjardinii, đã ăn các loài sứa lược và sứa Aurelia aurita (lớp Scyphozoa) ở khu vực phía bắc Biển Đỏ trong suốt khoảng thời gian từ cuối mùa xuân đến đầu mùa hè. Những con sứa thường bị nhiều cá thể săn mồi tấn công cùng một lúc.
Theo kết quả nghiên cứu, S. rivulatus lần lượt chiếm 37% và 51% số vụ tấn công các loài sứa lược và sứa A. aurita gây ra bởi các loài cá. Xếp sau S. rivulatus là cá bướm Chaetodon fasciatus (27% và 12%) rồi đến Z. desjardinii (17% và 24%); tỉ lệ tấn công sứa ở các loài cá khác thấp hơn 6% tổng số lần quan sát.
Kết quả trên cho thấy, săn mồi trên động vật phù du dạng keo (gelatinous zooplankton) chiếm ưu thế cao ở S. rivulatus. Mặc dù các loài cá ăn thực vật có thể vô tình ăn phải những động vật không xương sống nhỏ khi đang ăn rong tảo, nhưng việc ăn có chủ ý các loài sứa được quan sát đối với S. rivulatus và Z. desjardinii cho thấy rằng, chế độ ăn của chúng nên được đánh giá lại.

## Ký sinh trùng
Một nghiên cứu tiến hành vào năm 2019 cho thấy, S. rivulatus là vật chủ của các loài ký sinh đường ruột: Gyliauchen volubilis, Procamallanus elatensis và Sclerocollum rubrimaris. Mẫu vật khảo sát của S. rivulatus được thu thập từ một vịnh nhỏ bị ô nhiễm lâu năm ở thành phố Sharm El Sheikh, Ai Cập (ngoài khơi Biển Đỏ). Kết quả phân tích cho thấy, nồng độ hấp thụ cadmi và chì đối với mẫu vật có nhiễm ký sinh S. rubrimaris thấp hơn nhiều so với những mẫu vật nhiễm ký sinh G. volubilis hoặc P. elatensis.
Theo các nhà nghiên cứu, trong ba hệ thống vật chủ - ký sinh kể trên, chỉ có hệ thống Siganus rivulatus - Sclerocollum rubrimaris là có triển vọng cho việc giám sát ô nhiễm kim loại ở Biển Đỏ.